# Vilma Santos
María Rosa Vilma Tuazon Santos-Recto (n. Bamban, Tarlac; 3 de noviembre de 1953), comúnmente conocida como Vilma Santos o Ate Vi es una cantante, actriz y política filipina.
Santos protagonizó en las películas como Trudis Liit (1963), Lipad, Darna, Lipad (1973), Burlesk Reina (1977), Relasyon (1982), la hermana Stella L. (1984), Alyas bebé Tsina (1984), Pahiram ng Isang Umaga (1989 ), Dahil Mahal Kita: El Dolzura Cortez Story (1993), Anak (2000) y Dekada '70 (2002), Bata-Bata Paano Ginawa Ka, y recientemente, en el filme de mi vida.
Ella se encuentra actualmente incursionando en la política como la gobernadora de la provincia de Batangas, en su natal Filipinas. Ella fue también alcaldesa de la ciudad de Lipa, Batangas.

## Vida personal
Mantuvo una relación sentimental con el entonces casado Antonio Morales mientras rodaba unas películas en Filipinas.

## Filmografía

### Películas
| Año  | Título                                     | Personaje                         |
| 2010 | Aquino Family                              | Corazón Aquino                    |
| 2009 | In My Life                                 | Shirley Enriquez Templo           |
| 2004 | Mano Po 3: My Love                         | Lilia Chiong-Yang                 |
| 2002 | Dekada ‘70                                 | Amanda Bartolomé                  |
| 2000 | Anak                                       | Josie                             |
| 1998 | Bata, Bata...Paano Ka Ginawa?              | Lea Bustamante                    |
| 1998 | Ang Erpat Kong Astig                       |                                   |
| 1997 | Hanggang Ngayon Ika’y Minamahal            |                                   |
| 1996 | Ikaw Ang Mahal Ko                          | Miling/Mildred                    |
| 1994 | Relaks Ka Lang, Sagot Kita                 |                                   |
| 1994 | Nag-iisang Bituin                          |                                   |
| 1994 | Lipa: Arandia Massacre                     | Helen Arandia                     |
| 1993 | Ikaw Lang                                  | Celina                            |
| 1993 | Dahil Mahal Kita: The Dolzura Cortez Story | Dolzura Cortez                    |
| 1992 | Sinungaling Mong Puso                      | Clara Ong-Chiong                  |
| 1992 | Engkanto                                   | Inang Kalikasan                   |
| 1991 | Ipagpatawad Mo                             | Celina                            |
| 1990 | Hahamakin Lahat                            | Rosenda Castro                    |
| 1990 | Kapag Langit Ang Humatol                   | Floridablanca                     |
| 1989 | Pahiram Ng Isang Umaga                     | Juliet Espíritu                   |
| 1989 | Imortal                                    |                                   |
| 1987 | Saan Nagtatago Ang Pag-ibig?               | Stela                             |
| 1987 | Tagos Ng Dugo                              | Josefina "Pina" Ramos - Regala    |
| 1987 | Ibigay Mo Sa Akin Ang Bukas                |                                   |
| 1986 | Yesterday, Today & Tomorrow                | Corina                            |
| 1986 | Palimos ng Pag-ibig                        | Fina                              |
| 1986 | Asawa Ko, Huwag Mong Agawin                | Cathy Santillan                   |
| 1985 | Muling Buksan Ang Puso                     | Belen                             |
| 1985 | Doctor, Doctor, We Are Sick                |                                   |
| 1984 | Adultery                                   | Aida Macaraeg                     |
| 1984 | Sister Stella L.                           | Stella Legaspi                    |
| 1984 | Alyas Baby Tsina                           | Elena Duavit                      |
| 1983 | Ayaw Kong Maging Kerida                    |                                   |
| 1983 | Paano Ba Ang Mangarap?                     | Lissa                             |
| 1983 | Broken Marriage                            | Ellen                             |
| 1983 | Minsan Pa Nating Hagkan Ang Nakaraan       | Helen                             |
| 1982 | Relasyon                                   | Maria Lourdes "Marilou" Castaneda |
| 1982 | Sinasamba Kita                             | Divina Ferrer                     |
| 1982 | T-Bird At Ako                              | Isabel                            |
| 1982 | Never Ever Say Goodbye                     |                                   |
| 1982 | Gaano Kadalas ang Minsan?                  | Lily Medrano                      |
| 1982 | Haplos                                     | Cristy                            |
| 1981 | Ex-Wife                                    |                                   |
| 1981 | Pakawalan Mo Ako                           | Anna                              |
| 1981 | Hiwalay                                    |                                   |
| 1981 | Karma                                      |                                   |
| 1980 | Good Morning Sunshine                      |                                   |
| 1980 | Darna At Ding                              | Darna/Narda                       |
| 1980 | Miss X                                     |                                   |
| 1980 | Yakapin mo ako, Lalaking Matapang          |                                   |
| 1980 | Ang Galing galing mo, Mrs. Jones           | Mrs. Jones                        |
| 1980 | Gusto Kita, Mahal Ko Siya                  |                                   |
| 1980 | Romansa                                    |                                   |
| 1980 | Langis at Tubig                            | Cory Hidalgo                      |
| 1979 | Coed                                       |                                   |
| 1979 | Pinay, American Style                      |                                   |
| 1979 | Magkaribal                                 |                                   |
| 1979 | Rock Baby Rock                             |                                   |
| 1979 | Halik Sa Kamay, Halik Sa Paa               |                                   |
| 1979 | Swing It, Baby                             |                                   |
| 1979 | Buhay Artista Ngayon                       |                                   |
| 1979 | Modelong Tanso                             |                                   |
| 1978 | Pinagbuklod Ng Pag-ibig                    |                                   |
| 1978 | Bakit Kailangan Kita?                      |                                   |
| 1978 | Simula Ng Walang Katapusan                 |                                   |
| 1978 | Amorseko: Kumakabit, Kumakapit             |                                   |
| 1978 | Nakawin Natin Ang Bawat Sandali            |                                   |
| 1978 | Pagputi Ng Uwak, Pag-itim Ng Tagak         |                                   |
| 1978 | Campus                                     |                                   |
| 1978 | Promo Girl                                 |                                   |
| 1978 | Disco Fever                                |                                   |
| 1978 | Pag-ibig Ko Sa Iyo Lang Ibibigay           |                                   |
| 1978 | Ikaw Ay Akin                               | Sandra Aragón                     |
| 1978 | Rubia Servios                              | Rubia Servios                     |
| 1977 | Pulot-Gata Pwede Kaya?                     |                                   |
| 1977 | Susan Kelly, Edad 20                       | Susan Kelly                       |
| 1977 | Dalawang Pugad, Isang Ibon                 |                                   |
| 1977 | Masarap, Masakit Ang Umibig                |                                   |
| 1977 | Burlesk Queen                              | Chato/Czarina                     |
| 1976 | Hindi Nakakahiya                           |                                   |
| 1976 | Mga Reynang Walang Trono                   |                                   |
| 1976 | Big Ike’s Happening                        |                                   |
| 1976 | Let’s Do The Salsa                         |                                   |
| 1976 | Mapagbigay Ang Mister Ko                   |                                   |
| 1976 | Bertang Kerengkeng                         |                                   |
| 1976 | Bato Sa Buhangin                           |                                   |
| 1976 | Mga Rosas Sa Putikan                       |                                   |
| 1976 | Nag-aapoy Na Damdamin                      |                                   |
| 1976 | Makahiya At Talahib                        |                                   |
| 1975 | Basta’t Isipin Mong Mahal Kita             |                                   |
| 1975 | Nakakahiya?                                |                                   |
| 1975 | Ibong Lukaret                              |                                   |
| 1975 | Dugo At Pag-ibig Sa Kapirasong Lupa        |                                   |
| 1975 | Teribol Dobol                              |                                   |
| 1975 | Vilma Veinte-Nueve                         |                                   |
| 1975 | Karugtong Ng Kahapon                       |                                   |
| 1975 | Tag-Ulan Sa Tag-Araw                       |                                   |
| 1975 | Darna Vs. The Planetwoman                  | Darna/Narda                       |
| 1974 | Vilma & The Beep Beep Minica               |                                   |
| 1974 | Phantom Lady                               |                                   |
| 1974 | Kampanerang Kuba                           |                                   |
| 1974 | Biktima                                    |                                   |
| 1974 | Vivian Volta                               |                                   |
| 1974 | Twin Fists For Justice                     |                                   |
| 1974 | Tok Tok Palatok                            |                                   |
| 1974 | Mga Tigre Ng Sierra Cruz                   |                                   |
| 1974 | Batya’t Palu-Palo                          |                                   |
| 1974 | Kamay Na Gumagapang                        |                                   |
| 1974 | King Khayam And I                          |                                   |
| 1974 | Happy Days Are Here Again                  |                                   |
| 1973 | Now And Forever                            |                                   |
| 1973 | Anak Ng Aswang                             |                                   |
| 1973 | Tsismosang Tindera                         |                                   |
| 1973 | Cariñosa                                   |                                   |
| 1973 | Maria Cinderella                           |                                   |
| 1973 | Wonder Vi                                  |                                   |
| 1973 | Lipad Darna Lipad                          |                                   |
| 1973 | Dyesebel At Ang Mahiwagang Kabibe          |                                   |
| 1973 | Darna And The Giants                       |                                   |
| 1973 | Ophelia At Paris                           |                                   |
| 1972 | Aloha My Love                              |                                   |
| 1972 | Don’t Ever Say Goodbye                     |                                   |
| 1972 | Dulce Corazón                              |                                   |
| 1972 | Inspiration                                |                                   |
| 1972 | Remembrance                                |                                   |
| 1972 | Little Darling                             |                                   |
| 1972 | Ang Kundoktora                             |                                   |
| 1972 | Sweet Sweet Love                           |                                   |
| 1972 | Takbo Vilma Dali                           |                                   |
| 1972 | Dama De Noche                              |                                   |
| 1972 | Dalagang Nayon                             |                                   |
| 1972 | Hatinggabi Na Vilma                        |                                   |
| 1972 | Tatlong Mukha Ni Rosa Vilma                |                                   |
| 1972 | Leron Leron Sinta                          |                                   |
| 1971 | Love At First Sight                        |                                   |
| 1971 | The Sensations                             |                                   |
| 1971 | Angelica                                   |                                   |
| 1971 | Wonderful World Of Music                   |                                   |
| 1971 | Young Lovers                               |                                   |
| 1971 | Ikaw Lamang                                |                                   |
| 1971 | Our Love Affair                            |                                   |
| 1971 | Teenage Señorita                           |                                   |
| 1971 | Eternally                                  |                                   |
| 1970 | Young Love                                 |                                   |
| 1970 | Mardy                                      |                                   |
| 1970 | Songs And Lovers                           |                                   |
| 1970 | I Do Love You                              |                                   |
| 1970 | My Pledge Of Love                          |                                   |
| 1970 | From The Bottom Of My Heart                |                                   |
| 1970 | Bulaklak At Paru-Paro                      |                                   |
| 1970 | Mother Song                                |                                   |
| 1970 | The Young Idols                            |                                   |
| 1970 | Sixteen                                    |                                   |
| 1970 | Because You’re Mine                        |                                   |
| 1970 | Love Letters                               |                                   |
| 1970 | Ding Dong                                  |                                   |
| 1970 | Sweethearts                                |                                   |
| 1970 | Mga Batang Bangketa                        |                                   |
| 1970 | I Love You Honey                           |                                   |
| 1970 | Edgar Loves Vilma                          |                                   |
| 1970 | Sapagka’t Sila’y Aming Mga Anak            |                                   |
| 1970 | Vilma, My Darling                          |                                   |
| 1970 | Nobody’s Child                             |                                   |
| 1970 | May Hangganan Ang Pag-ibig                 |                                   |
| 1970 | Baby Vi                                    |                                   |
| 1970 | Renee Rose                                 |                                   |
| 1969 | Pinagbuklod Ng Langit                      |                                   |
| 1969 | Pag-ibig, Masdan Ang Ginawa Mo             |                                   |
| 1969 | My Darling Eddie                           |                                   |
| 1969 | The Jukebox King                           |                                   |
| 1968 | De Colores                                 |                                   |
| 1968 | Kasalanan Kaya?                            |                                   |
| 1968 | Eagle Commandos                            |                                   |
| 1968 | Sino Ang May Karapatan?                    |                                   |
| 1967 | Ito Ang Pilipino                           |                                   |
| 1967 | Ito Ang Pilipino                           |                                   |
| 1966 | Hindi Nahahati Ang Langit                  |                                   |
| 1966 | Hampaslupang Matón                         |                                   |
| 1966 | Ito Ang Dahilan                            |                                   |
| 1966 | Batang Iwahig                              |                                   |
| 1965 | Morena Martir                              |                                   |
| 1965 | Sa Baril Magtuos                           |                                   |
| 1965 | Maria Cecilia                              |                                   |
| 1965 | Iginuhit Ng Tadhana                        |                                   |
| 1965 | Kay Tagal Ng Umaga                         |                                   |
| 1964 | Ging                                       |                                   |
| 1964 | Naligaw Na Anghel                          |                                   |
| 1964 | Sa Bawat Pintig Ng Puso                    |                                   |
| 1964 | Larawan Ng Pag-ibig                        |                                   |
| 1963 | Trudis Liit                                |                                   |
| 1963 | Anak, ka ng ina mo                         |                                   |
| 1963 | Duelo Sa Sapang Bato                       |                                   |
| 1963 | King And Queen For A Day                   |                                   |
| 1963 | Aninong Bakal                              |                                   |

### Televisión
| Año                               | Show                                                 | Personaje       | Premios |
| 2009                              | Vilma: A Woman For All Seasons (Documentary Special) | Host            |         |
| 2007                              | Alay ni Da King: A Fernando Poe, Jr. Special         | Host            |         |
| 2009                              | Maalaala Mo Kaya: Regalo                             | mother of April |         |
| 2001                              | GMA Telesine Specials: Bugso                         |                 |         |
| 1999                              | Once There Was A Love                                |                 |         |
| 1997                              | Kamandag sa Puso                                     |                 |         |
| 1997                              | Katuparan                                            |                 |         |
| 1996                              | Muling Buksan Ang Puso                               |                 |         |
| 1988                              | Lamat sa Kristal                                     |                 |         |
| August 7, 1986-September 29, 1995 | Vilma!                                               |                 |         |
| 1980's                            | VIP (Vilma in Person)                                |                 |         |
| 1970's                            | Dulambuhay ni Rosa Vilma                             |                 |         |
| 1970's                            | The Sensations                                       |                 |         |
| 1970's                            | Ayan Eh!                                             |                 |         |

## Premios en Televisión
- 1972 - La mayoría de actriz de televisión efectivo - Premio EMEE
- 1987 - Mejor Conductor Musical Show de Variedades - Premios Estrella de la televisión
- 1988 - Mejor Conductor Musical Show de Variedades - Premios Estrella de la televisión
- 1998 - Fernando de por vida Ading Achievement Award - Premios Estrella de la televisión
- 2006 - Mejor actriz en una sola TV para Persformance Maala-ala Mo Kaya: «episodio Regalo '- Premios Estrella de la televisión

## Premios en el cine
- 1963 - FAMAS - Mejor actriz infantil para Trudis Liit
- 1968 - San Beda College Awards - Mejor actriz de reparto por Kaya Kasalanan?
- 1972 - FAMAS - Mejor actriz de reparto por Dama de Noche
- 1975 - Festival de Cine de la ciudad de Bacolod Mejor Actriz por Nakakahiya?
- 1977 - Festival de Cine de Metro Manila Mejor Actriz por Burlesk Reina
- 1978 - Mejor Gawad Urian Foto para Pagputi ng Uwak, Pag-ng ITIM Tagak (como productor)
- 1978 - Mejor película de FAMAS Pagputi ng Uwak, ng Pag-ITIM Tagak (como productor)
- 1981 - Festival de Cine de Metro Manila Mejor Actriz por Karma
- 1981 - Festival de Cine de la ciudad de Cebú Mejor Actriz por Karma
- 1981 - Mejor actriz de FAMAS Ako Pakawalan Mo
- 1982 - Mejor actriz de FAMAS Relasyon
- 1982 - Gawad Urian Mejor Actriz por Relasyon
- 1982 - Academia de Cine de los Filis. Mejor Actriz por Relasyon
- 1982 - Catholic Media Awards Misa por Relasyon
- 1982 - Hablemos de Cine para los Premios Relasyon
- 1983 - Gawad Urian Mejor Actriz por matrimonio roto
- 1984 - Gawad Urian Mejor Actriz por la hermana Stella L.
- 1987 - Mejor actriz de FAMAS Tagos Dugo ng
- 1987 - Medios de comunicación católicos Premios Mejor Actriz por Tagos Dugo ng
- 1987 - Revista Movie Awards Mejor Actriz por Tagos Dugo ng
- 1987 - El premio para la mejor actriz por Cinemascoop Tagos Dugo ng
- 1988 - Mejor actriz de FAMAS Ibulong Diyos Mo sa
- 1989 - Star Awards Mejor Actriz por Pahiram ng Umaga Isang
- 1989 - Gawad Urian Mejor Actriz por Pahiram ng Umaga Isang
- 1989 - Revista Movie Awards Mejor Actriz por Pahiram ng Umaga Isang
- 1989 - Festival de Cine de Metro Manila Mejor Actriz por Imortal
- Mejor actriz 1989 - Premio Canal 2 de Mirones Imortal
- 1989 - Salón de la Fama del FAMAS
- 1990 - Gawad Urian Aktres ng Dekada 80 (actriz de la década '80)
- 1991 - Gawad Urian Mejor Actriz para Mo Ipagpatawad
- 1991 - Movie Awards Magazine para Mo Ipagpatawad
- 1991 - Premio a la Elección de la revista Reader intriga Mejor Actriz para Mo Ipagpatawad
- 1992 - Premio del Lector de Nueva Revista de la Fama de Mejor Actriz por Sinungaling Puso Mong
- 1992 - Círculo de FAMAS Premio a la Excelencia en Actuación para Sinungaling Puso Mong
- 1993 - Cine de Manila FestivalBest actriz de reparto por Dolzura historia Cortez
- 1993 - Gawad Urian Mejor Actriz por Dolzura historia Cortez
- 1993 - Academia de Cine de los Filis. Mejor Actriz por Dolzura historia Cortez
- 1993 - Mejor actriz de los Premios Estrella de Dolzura historia Cortez
- 1993 - Mejor actriz Movie Awards de la revista Historia Dolzura Cortez
- 1993 - Premio a la Elección de la revista Reader intriga Mejor Actriz por Dolzura historia Cortez
- 1993 - Premio del Lector de Nueva Revista de la Fama de Mejor Actriz por Dolzura historia Cortez
- 1993 - Círculo de Excelencia en FAMAS interino de Historia Dolzura Cortez
- 1997 - Premio al Logro de por vida FAP
- 1998 - Información de Cine del Círculo de la Crítica Joven Mejor Actriz por Bata, Bata... Paano Ginawa ka?
- 1998 - Gawad Urian Mejor Actriz por Bata, Bata... Paano Ginawa ka?
- 1998 - Star Awards Mejor Actriz por Bata, Bata... Paano Ginawa ka?
- 1998 - la academia de cine de los Filis. Mejor Actriz de Bata, Bata... Paano Ginawa ka?
- 1998 - Premios Gawad PASADO Sineng Sine-(Pampelikulang ng Samahan Dalubguro MGA) Mejor Actriz de Bata, Bata... Paano Ginawa ka?
- 1998 - Siasi, Mejor actriz de los Premios Critics Jolo de Bata, Bata... Paano Ginawa ka?
- 1998 - Premio a la Trayectoria FAMAS
- 1999 - Festival Internacional de Cine de Bruselas Mejor Actriz por Bata, Bata... Paano Ginawa ka?
- 1999 - Star mención especial por la ganadora en el Festival de Cine de Bruselas INTL
- 1999 Artista Natatanging ng Taon
- 2000 - Star Awards Mejor Actriz por Anak
- 2000 - Premios Gawad PASADO Sineng Sine-(Pampelikulang ng Samahan Dalubguro MGA) Mejor Actriz por Anak
- 2000 - Aktress Gawad Urian ng Dekada '90 (actriz de la década '90)
- 2000 - Premio al Logro de por vida Cinemanila
- 2002 - Información de Cine del Círculo de la Crítica Joven Mejor Intérprete de Dekada '70
- 2002 - Premios Gawad PASADO Sineng Sine-Mejor Actriz por Dekada '70
- 2002 - Star Awards Mejor Actriz por Dekada '70
- 2002 - Academia de Cine de los Filis. Mejor Actriz por Dekada '70
- 2002 - Gawad Urian Mejor Actriz por Dekada '70
- 2002 - TANGLAW Gawad Mejor Actriz por Dekada '70
- 2002 - Un Cinema RAVE Elección de la Crítica Premios - Mejor Intérprete de Dekada '70
- 2002 - Un Cinema RAVE People's Choice Awards - Mejor Intérprete de Dekada '70
- 2002 - Festival Internacional de Cine de Cinemanila Mejor Actriz por Dekada '70
- 2002 - Premio al Logro de por vida Cinemanila
- 2003 - La actriz Revista S del año
- 2004 - Festival de Cine de Metro Manila Mejor Actriz por Mano Po 3
- 2004 - Premios Gawad Suri Mejor Actriz por Mano Po 3
- 2004 - TANGLAW Gawad Mejor Actriz por Mano Po 3
- 2004 - Mejor actriz de los Premios Estrella de Mano Po 3
- 2004 - Premio PMPC Dekada estrellas en funciones
- 2004 - Tanglaw Gawad Natatanging
- 2005 - Festival de Cine Centenario Feminista - Logro Sobresaliente en Cine interino
- 2005 - Plaridel Gawad Outstnading de Logro en el Cine interino
- 2005 - GMMF todos los tiempos-actriz preferida
- 2005 - Premio Gawad Suri de Cine Profesional Ejemplar
- 2006 - Primer Premio de Animación de Pioneer filipinos - de Darna, otorgado por el Reino Inc. La animación y la dotación de personal Unidos Registry Inc.
- 2006 - Universidad de los Premios de la Diwata Filipinas
- 2008 - Vida 25o Premios Estrella PMPC Adjudicatario Logro
- 2009 - ENPRESS séptimo curso de la vida de Oro Premios Screen Adjudicatario Logro
- 2009 - Tanglaw Gawad mejor actriz por En Mi Vida
- 2009 - Mejor actriz de Gawad Suri en mi vida
- 2009 - Premios Estrella PMPC mejor actriz por En Mi Vida
- 2009 - Actriz de Cine GMMSF del Año por In My Life
- 2009 - 1.er Premio al Mejor Documental MTRCB mejor actriz por En Mi Vida

## Premios de taquilla
- 1970 Los más populares películas, televisión y equipo de Love Radio
- 1971 Películas Miss Filipinas
- 1972 ng Reyna Pilipino Pelikulang
- 1973 Reina de Phil. Cine

* 1974 Caja ejercicio Reina de Phil. Películas
- 1974 Reina de Estrellas del Cine
- 1974 Películas Miss R. P.
- 1975 Películas Miss R. P.
- 1975 Reina de Cine del Sur de Luzón

* 1978 Phil. Cine Box-Oficina reina
* 1978 Caja ejercicio Campeón
* 1979 Caja ejercicio Campeón
* 1979 Caja ejercicio Reina de Phil. Cine
* 1980 Caja ejercicio Reina de Phil. Películas
- 1980 Películas Miss Filipinas
- 1981 Miss Phil. Películas - EE.UU.;

* 1981 Caja ejercicio Reina de Phil. Películas
* 1982 Caja ejercicio Reina de Phil. Películas
* 1982 Premios Cinehan «Casilla ejercicio reina
- Star 1982 Top Mujer - Premio Takilya
- Reina 1983 Películas RP 'de Queens;
- 1983 Su Alteza la reina de Phil. Cine

* 1984 Caja ejercicio Reina de Phil. Películas
Salón de la Fama 1986* Reina Caja ejercicio
- 1988 Reina de Cine de Filipinas

* 1996 reinado más largo en taquilla otorgado por la Reina de la Ciudad de Manila
* 2000 de por vida en taquilla Achievement Award
* 2001 Caja ejercicio Reina de Phil. Películas
* 2006 Gawad Suri Alamat Gintong ng Sining (reinado más largo de taquilla )
- 2009 GMMSF la actriz del año (En Mi Vida)

## Discografía
Singles
- 1969 - Dieciséis
- 1969 - Wonderful estar enamorada
- 1969 - I Saw mama el besar de Papá Noel
- 1970 - Algo Estúpido
- 1970 - devolver tu amor
- 1970 - Me pregunto por qué
- 1971 - Luna de Miel Abadaba
- 1971 - Bobby, Bobby, Bobby
- 1971 - Dry Your Eyes
- 1971 - Amor, Amor
- 1971 - mandolina en la luz de la luna
- 1971 - Sellado con un beso
- 1971 - Dee Tweedle Tweddle
- 1971 - El maravilloso mundo de la música
- 1971 - You Made Me Love You
- 1972 - Rikitik
- 1973 - Palung-Palo
- 1974 - Palatok Tok Tok

Álbumes
- 2000 - Soundtrack Anak
- 2005 - Vilma CD - colección de 23 canciones